# Égat
Égat (katalanisch Èguet) ist eine französische Gemeinde mit 418 Einwohnern (Stand 1. Januar 2022) im Département Pyrénées-Orientales in der Region Okzitanien. Sie gehört zum Arrondissement Prades und zum Kanton Les Pyrénées catalanes.

## Nachbargemeinden
Nachbargemeinden von Égat sind Font-Romeu-Odeillo-Via im Nordosten, Estavar im Süden und Targasonne im Westen.

## Bevölkerungsentwicklung
| Jahr      | 1962 | 1968 | 1975 | 1982 | 1990 | 1999 | 2013 |
| Einwohner | 81   | 122  | 202  | 310  | 419  | 494  | 443  |

## Sehenswürdigkeiten
- Kirche Saint-Étienne
- Tour des Maures (10. Jahrhundert)